# صلاح حسين العبيدي
صلاح حسين العبيدي (1933 - ) هو باحث آثاري عراقي، ولد في بغداد، حاصل على ماجستير آثار من القاهرة عام 1965، وعلى دكتوراة في الآثار الإسلامية من جامعة القاهرة عام 1973، عين في عدة وظائف، منها، عميد كلية الآداب في جامعة الأنبار، وكان أميناً لجمعية الآثاريين والمؤرخين العراقيين، ومثل العراق في مؤتمر صيانة الآثار في الولايات المتحدة عام 1979.

## مؤلفاته
- التحف المعدنية الموصلية في العصر العباسي - القاهرة 1970.
- الخط العربي.
- الرصافية: غطاء للرأس زمن العباسيين.
- الفنون الزخرفية العربية الإسلامية.
- الملابس العربية الإسلامية في العصر العباسي الثاني: من المصادر التاريخية والأثرية.